# Jonathan Singfield
Jonathan Gavin Singfield –conocido como Jonny Singfield– (Bedford, 19 de abril de 1969) es un deportista británico que compitió en remo.
Ganó tres medallas en el Campeonato Mundial de Remo entre los años 1989 y 1999. Participó en los Juegos Olímpicos de Barcelona 1992, ocupando el sexto lugar en la prueba de ocho con timonel.

## Palmarés internacional
| Campeonato Mundial | Campeonato Mundial      | Campeonato Mundial | Campeonato Mundial |
| Año                | Lugar                   | Medalla            | Prueba             |
| ------------------ | ----------------------- | ------------------ | ------------------ |
| 1989               | Bled (Yugoslavia)       | Medalla de bronce  | Ocho con timonel   |
| 1991               | Viena (Austria)         | Medalla de bronce  | Ocho con timonel   |
| 1999               | St. Catharines (Canadá) | Medalla de plata   | Cuatro con timonel |